# Emanuele Coccia
Pour les articles homonymes, voir Coccia.
Emanuele Coccia, né en 1976, est un philosophe d'origine italienne, maître de conférences à l'École des hautes études en sciences sociales depuis 2011.

## Biographie
Emanuele Coccia naît avec un frère jumeau, Matteo, mort en 2001.
Docteur en philosophie médiévale de l'Università degli Studi di Firenze, Emanuele Coccia enseigne entre 2008 et 2011 à l'université de Fribourg-en-Brisgau, en Allemagne. Il a été professeur invité à l'université de Tokyo (Todai) en 2009, à l'université de Buenos Aires en 2010, à l'université Heinrich Heine de Düsseldorf en 2013 et en 2015/2016, il enseigne à l'Italian Academy for Advanced Studies de l'université Columbia de New York. 
Il consacre ses premières recherches à l'étude de la philosophie médiévale. Son premier ouvrage porte sur la doctrine de l'intellect de l'averroïsme latin. Il publie ensuite, avec Giorgio Agamben, une anthologie sur les anges dans le judaïsme, le christianisme et l’islam, qui montre pour la première fois que la théologie des anges a été une source importante pour la réflexion sur le pouvoir en Europe. 
Ses recherches évoluent ensuite vers la théorie de l'image et la nature du vivant. En 2010, il publie La Vie sensible, ouvrage salué par Roger-Pol Droit dans Le Monde comme un « aérolithe philosophique » qui propose un « voyage très insolite ».
En 2016, il participe à l'ouvrage collectif Adam, la nature humaine, avant et après. Épistémologie de la Chute, sous la direction d'Irène Rosier-Catach et Gianluca Briguglia (Éditions de la Sorbonne).
En 2017, La Vie des plantes reçoit le Prix des Rencontres philosophiques de Monaco, et il est traduit en dix langues. L'ouvrage est salué par la presse,.
En 2019, Coccia est conseiller scientifique de l'exposition « Nous les arbres » à la Fondation Cartier pour l'art contemporain.
Coccia est artiste invité lors d'une année au Fresnoy, studio national des arts contemporains en 2020-2021.
De 2021 à 2022, Emanuele Coccia tient une chronique mensuelle intitulée « Points de vie » dans le quotidien français Libération.

## Publications
- La trasparenza delle immagini. Averroè e l’averroismo, Milan, Mondadori, 240 p., 2005[14] (traduit en espagnol)
- La Vie sensible, tr. de Martin Rueff, Paris, Payot et Rivages, 2010 (traduit en 6 langues)
- Angeli. Ebraismo, Cristianesimo, Islam, éd. E. Coccia et Giorgio Agamben, Milan/Vicence, Neripozza, 2012[4]
- Le Bien dans les choses, trad. de M. Rueff, Paris, Payot et Rivages, 2013 [15],[16] (traduit en 5 langues)
- La Vie des plantes. Une métaphysique du mélange, Paris, Payot et Rivages, 2016[17],[18],[19] (traduit en 10 langues)
- Avec Donatien Grau, Le Musée transitoire. Sur 10 Corso Como, Paris, Klincksieck, 2018[20] (traduit en anglais)
- Métamorphoses, Paris, Bibliothèque Rivages, 240 p., 2020[21]
- Philosophie de la maison. L'espace domestique et le bonheur, trad. de Léo Texier, Bibliothèque Rivages, 150 p., 2022
- Hiérarchie. La société des anges, trad. de Joël Gayraud, Paris, Rivages, 2023.

### Radio
- La Vie des plantes sur France Culture, Les Chemins de la philosophie , 17 mars 2017
- « Exposer les arbres », La grande table d'été , France Culture, deuxième partie, 12 juillet 2019